# Sam Leak

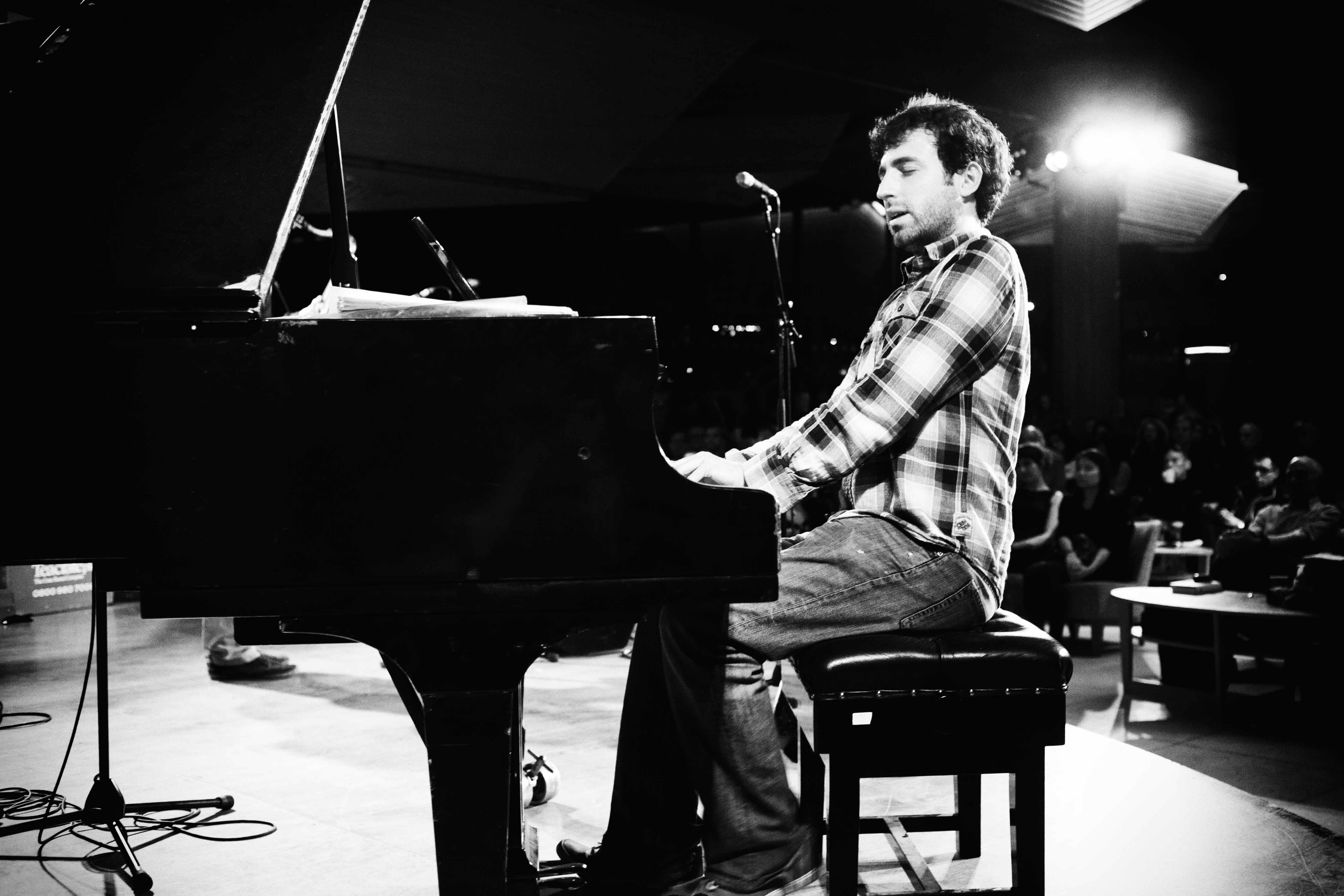
Sam Leak (2017)

Sam Leak (* um 1985) ist ein britischer Jazzmusiker (Piano, Komposition).

## Leben und Wirken
Leak arbeitete in der britischen Jazzszene mit seiner Formation Aquarium (mit Calum Gorlay, James Allsopp, Joshua Blackmore), mit der er seit 2011 zwei Alben veröffentlichte, zuletzt 2013 das Album Places (Jellymould Jazz), die beide von der Kritik positiv besprochen wurden. Zudem war er an Aufnahmen mit dem Emmanuel Franklyn Adelabu Quintet, mit dem von Sam Eastmond und Nikki Franklin geleiteten Spike Orchestra, mit Chris Rand, Louise Gibbs und dem Quintett von Mark Perry und Duncan Eagles (Road Ahead) beteiligt und arbeitete mit Ollie Howell, Greg Hutchinson, Ray Warleigh und Anita Wardell. Im Bereich des Jazz war er Tom Lord zufolge zwischen 2013 und 2016 an acht Aufnahmesessions beteiligt. Mit der Singer-Songwriterin Paula Rae Gibson legte Leak 2018 das Album Permission (33 Records) vor.
Gegenwärtig arbeitet Leak im Trio mit Simon Read (Kontrabass) und Dave Smith (Schlagzeug), im Quartett und mit seiner Bigband sowie im Duo mit Dan Tepfer.

## Diskographische Hinweise
- Aquarium (Babel, 2011)
- John Zorn – The Spike Orchestra: Cerberus: The Book of Angels Volume 26 (Tzadik, 2015)
- Chris Rand: Gathering (Dot Time, 2015)
- Samuel Eagles’ Spirit: Ask Seek Knock (Whirlwind Recordings, 2017)
- Sam Leak/ Dan Tepfer: Adrift (Jellymould, 2019)